# Sexuální identita
Sexuální či pohlavní identita nebo též identifikace má návaznost na sebepojetí člověka. Určuje, zda se jedinec považuje za muže či ženu (v tomto užším významu se častěji užívá termín pohlavní identita), případně heterosexuálního, homosexuálního či bisexuálního muže či ženu. Jde o příslušnost k sociosexuální roli. Nemusí vždy být v souladu s biologickým pohlavím a skutečnou sexuální orientací, stejně tak ani se sexuálním chováním.
Se sexuální identitou souvisí i transsexualita (transsexuál se neztotožňuje se svým biologickým pohlavím a touží být opačným pohlavím, mít jeho tělesné znaky a projevy, obvykle spěje k chirurgické a hormonální změně pohlaví) a transvestitismus (transvestita touží podobat se opačnému pohlaví jen v některých vnějších projevech).

## Identita jako výchozí složka sexuálního chování
Sexuální chování člověka je – v rámci jeho psychosexuálního vývoje – složeno ze tří základních komponent:
- sexuální identifikace / pohlavní role,
- sexuální preference (též orientace),
- sexuální reaktivita či emoce.

Pohlavní (sexuální) identita se utváří v raném dětství, nejpozději do 3 let věku, přičemž rozhodující je pravděpodobně věk do 18 měsíců. Stále trvají spory o to, jestli při utváření identity převažují faktory biologické, nebo sociokulturní. Zabývají se tím teorie učení, kognitivně-vývojová teorie nebo teorie sociální interakce. Pocit příslušnosti k určitému pohlaví se vytváří nejspíše ve 2. trimestru nitroděložního vývoje na základě genetických a fetálně-gonadálních činitelů, které jsou zprostředkovány organizačním vlivem pohlavních steroidů na centrální nervovou soustavu. Po porodu pak probíhá definitivní formování podle této predispozice a okolních vlivů. Základem sexuální identifikace je koncepce sebeobrazu, utvářená v procesu učení.
Vnějším projevem pohlavní identity je sexuální role. Ta je utvářena kulturně-společenskými vlivy, zpočátku zejména v rodině, později i vlivem vrstevnických skupin a dalších vlivů jako škola či média. Vzorce socializace v pohlavní roli lze pozorovat na modelovém chování okolí. Tradiční mužské a ženské role podléhají stereotypizaci. Rodiče přitom k dětem různého pohlaví přistupují mnohdy rozdílně podle těchto stereotypů, aniž by si toho byli vědomi. Vnější projevy mužskosti a ženskosti (tzv. genderové role) si děti začínají uvědomovat ve věku 2 a 3 let. Posilování stereotypizace pokračuje ve školním věku. Pro chlapce jsou obvykle nejdůležitější úspěchy ve sportu, u dívek a nebýt femininní. Pro dívky je to často heterosexuální atraktivita a popularita. U nižších socio-ekonomických tříd se v dospělosti projevují genderové rozdíly výrazněji.
K rozvoji sexuálních emocí dochází zejména v období puberty a adolescence. Jde o schopnost sexuálního vzrušení, dosažení orgasmu a uspokojení, jakož i rozvoj zamilovanosti coby erotické fascinace sexuálním objektem. Rozvojem sexuálních emocí je podmíněn vývoj sexuálního chování. To má řadu různých funkcí, jako je prosazení maskulinity/feminity, podpora sebeúcty, rozvoj dominance či subdominance, budování vztahů, uvolnění napětí, zdroj vzrušení, vyjádření nepřátelství nebo třeba materiální zisk. V pubertě dochází k integraci všech tří komponent: sexuální identity, preference a reaktivity; v českém prostředí je to obvykle mezi 10. a 15. rokem věku.